# مارکو مایا
مارکو اسپال مایا (انگلیسی: Marco Maia؛ زادهٔ ۲۷ دسامبر ۱۹۶۵) سیاستمدار اهل برزیل است.او به مارکو مایا شناخته شده است و رئیس مجلس نمایندگان برزیل از سال ۲۰۱۰ تا ۲۰۱۳ بوده است. او برای سومین دوره به عنوان معاون فدرال ریو گرانده جنوبی به فعالیت مشغول است و رهبر سندیکای فلزکاری است. وی از طرف اتحادیه مایا در سال ۱۹۸۵ به حزب کارگر برزیل پیوست.